# Arrested Development (groupe)
Pour les articles homonymes, voir Arrested Development.
Arrested Development est un groupe de hip-hop américain, originaire d'Atlanta, en Géorgie. Il est fondé par Speech (en) et Headliner (en), et composé d'une dizaine de musiciens dont Baba Oje, aîné et leader du groupe. Leurs morceaux les plus célèbres, tels Tennessee, People Everyday, Mr. Wendal, Africa's Inside Me ou encore Revolution (titre qui fera partie de la bande-son de Malcolm X de Spike Lee), vont influencer une génération entière de musiciens.

## Biographie
Le groupe se forme à la fin des années 1980 par le rappeur Speech et du disc jockey Headliner, dans le but de composer de la musique positive afro-centrée dans la veine de Public Enemy. À l'opposé de l'image du gangsta rap se développant dans les années 1990 aux États-Unis dans le milieu du rap et du hip-hop, les membres d'Arrested Development, par leurs textes engagés, prônant le retour à la nature et à la simplicité, créent un véritable mouvement musical à cheval entre le funk, le rap et les rythmes tribaux africains. Selon AllMusic, « Arrested Development est un collectif de rap progressif mêlant soul, blues, hip-hop, et funk à la Sly & the Family Stone à des paroles politiques et conscientes. »
Le 24 mars 1992, le groupe publie son premier album, 3 Years, 5 Months & 2 Days in the Life of.... L'album atteint la première place des Heatseekers, la troisième des R&B Albums, et la septième du Billboard 200. L'album se compose du hit single Tennessee, qui atteindre les top 10 et aidera l'album à se vendre à plus de quatre millions d'exemplaires.
Le groupe remporte deux Grammy Awards en 1993 dans les catégories « meilleur nouveau groupe » et « meilleure performance d'un duo ou groupe » et est également nommé groupe de l'année par le magazine Rolling Stone. 3 Years, 5 Months & 2 Days in the Life of... est classé premier album du Pazz and Jop au magazine Village Voice. Le groupe revient en 1994 avec la publication de leur deuxième album, Zingalamaduni.
En novembre 2003, le groupe poursuit la chaîne Fox News pour avoir nommé une série télévisée Arrested Development.
En août 2012, le groupe publie son dixième album Standing At The Crossroads, enregistré lors de leur tournée à l'international.
En février 2016, le groupe publie l'album Changing the Narrative disponible uniquement en téléchargement et gratuit pour les membres du site officiel. Peu après sort l'album This Was Never Home en écoute sur le site officiel.

## Membres

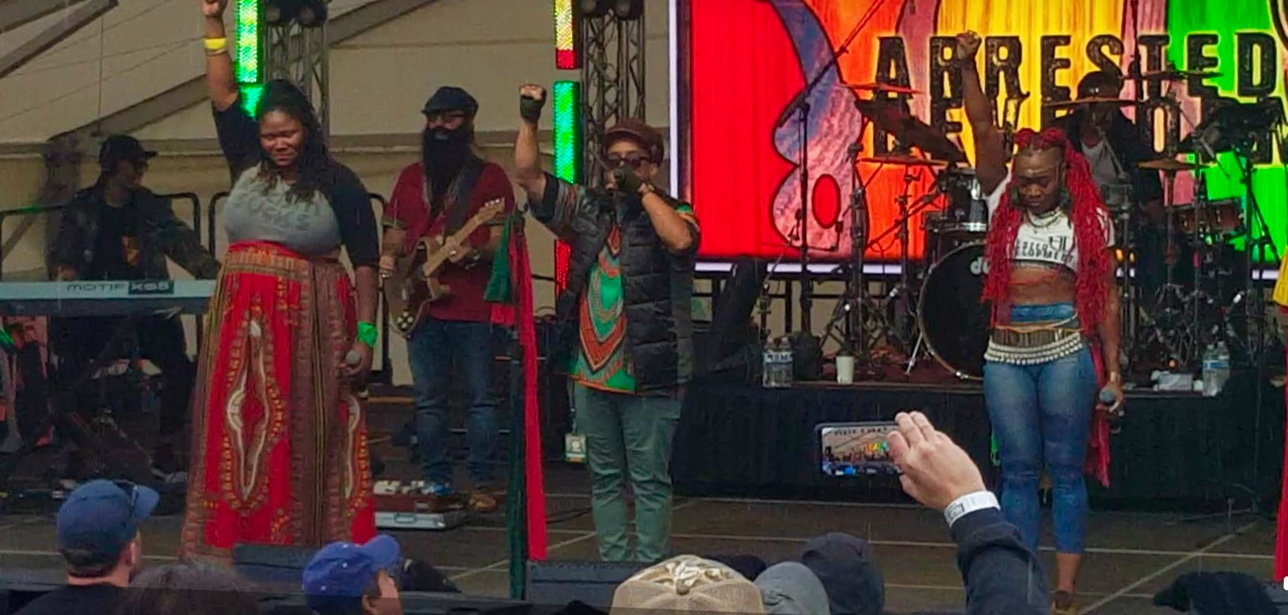
Arrested Development Concert en 2018.

### Actuels
- Speech (en) – chant, production (1988–1996, 2000–)
- Jason « JJ Boogie » Reichert – guitare, mixage, production (2000–)
- One Love – chant (2001–)
- Fareedah Aleem – chant, dance, chorégraphie (2004–)

### Anciens membres
- Headliner (en) – platines (1988–1996)

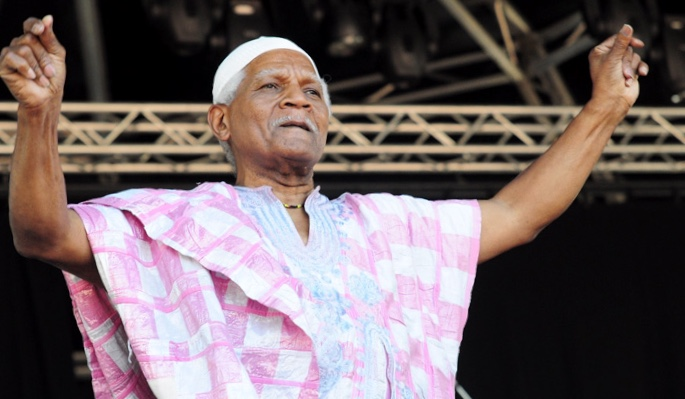
Baba Oje sur scène en 2009.

- Baba Oje – aîné et leader (1990–1996, 2000–2018 (date de son décès))
- Montsho Eshe – dance, chorégraphie, chant (1990–1996, 2000–2012)
- Rasa Don – batterie, chant (1990-1996, 2000–2006)
- Aerle Taree – chant, stylisme (1990–1996)
- Dionne Farris – chant (1992)
- Ajile – chant (1994–1995)
- Foley – basse (1994–1996)
- Kamaal Malak – basse (1994–1996)
- Kwesi Asuo – chant (1994–1996)
- Nadirah Shakoor – chant (1994–1996)
- Isaiah 'Za' Williams III – basse (1996, 2000–2018)
- Nicha Hilliard – chant, dance (1996, 2000–2008)
- Tasha Larae – chant (2008–2021)

## Discographie

### Albums studio
- 1992 : 3 Years, 5 Months & 2 Days in the Life of...
- 1993 : Unplugged
- 1994 : Zingalamaduni
- 1998 : Best of Arrested Development
- 2000 : Da Feelin' Ep
- 2001 : The Heroes of the Harvest
- 2004 : Among the Trees
- 2006 : Since the Last Time
- 2010 : Strong
- 2012 : Standing at the Crossroads
- 2016 : Changing the Narrative[7]
- 2016 : This Was Never Home[8],[7]
- 2018 : Craft & Optics
- 2020 : Don't Fight Your Demons
- 2021 : For the Fkn Love

#### Singles
• 1992 : People everyday
• 1992 : Mr Wendal
• 1994 : Ease my mind